# Emily Tosta
Emilia Gabriela Attias Tosta (Santo Domingo, República Dominicana, 26 de marzo de 1998), más conocida como Emily Tosta, es una actriz dominicana de ascendencia venezolana, de cine y televisión. Hizo su debut en la serie estadounidense Dama y obrero en 2013. Es conocida por interpretar a Lucia Acosta en la serie Party of Five de Freeform el año 2020.

## Primeros años
Emily Tosta nació en Santo Domingo, República Dominicana. Su madre, Emilia Tosta, es venezolana con ascendencia brasileña e italiana, y su padre, José Ramón Attias, es dominicano de origen libanés. Tiene dos hermanas mayores llamadas Gaby y Karla Tosta.
Desde muy pequeña mostró interés por la actuación, el canto y el baile. A los seis años tuvo un primer trabajo como modelo para una campaña publicitaria en la revista dominicana A la Moda. Además, fue modelo de pasarela en la Semana de la Moda Dominicana, con lo que comenzó a hacerse conocida a nivel local en su país natal.
A la edad de ocho años tuvo su primer trabajo de actuación, en la obra de teatro musical Pied Piper of Hamelin. Posteriormente participó en otros montajes teatrales musicales como Annie: The Musical, The Miracle of Fatima y Alice in Wonderland. Posteriormente tuvo su primer acercamiento con la televisión, cuando condujo el programa Sábado Chiquito de la televisión Dominicana, donde entrevistó a artistas como Jonas Brothers y Enrique Iglesias.
Pasó toda su infancia en su país natal, hasta que se trasladó a Miami sin estatus legal junto a su madre cuando tenía 12 años para seguir una carrera en la actuación. En 2014, su familia se mudó a Los Ángeles, California, donde firmaría con la agencia The Corsa Agency. Thomas Richards, un agente de talentos de Hollywood, le consiguió su primer papel en la televisión, en la serie Dama y obrero, con tan solo 15 años.

## Carrera
Tras su breve participación en la primera temporada de la serie Dama y obrero del canal Telemundo, tuvo la posibilidad de trabajar en importantes producciones televisivas como The Last Ship en 2014, producida por Michael Bay; en NCIS: Los Ángeles en su octava temporada; en la segunda temporada de la serie de ciencia ficción Rosewood; y en la serie The Resident.
El año 2017 hizo su primer trabajo en cine en la película Vikes del director Tenney Fairchild y tuvo un papel recurrente como Leticia Cruz en la serie de televisión Mayans M.C., spin-off de la exitosa serie Sons of Anarchy. Su primer papel destacado llegaría interpretando a Lucia Acosta en la serie de televisión Party of Five de Freeform el año 2020, basada en la exitosa serie homónima de FOX.
El año 2021 protagonizó la película Willy´s Wonderland de 2021, una comedia de terror slasher dirigida por Kevin Lewis y en la que compartió escena junto a Nicolas Cage y Reic Reitz. Este mismo año se confirmó su participación en la próxima película de Andreina Pérez Aristeiguieta, Tito: Peace of Heave.

## Vida personal
Emily es vegana y su mayor pasión es la lectura. Además, ha hecho pública su admiración hacia las actrices norteamericanas Angelina Jolie, America Ferrera y Gina Rodriguez.
También ha contribuido a causas benéficas para su comunidad mediante el apoyo a instituciones como Music For Your Heart Foundation, el St. Jude's Hospital y Feed America, entre otras. Además lanzó Karttos International, una organización benéfica que envía paquetes de atención a Venezuela. Los paquetes incluyen alimentos, medicinas y otras necesidades para las personas necesitadas.

## Filmografía

### Cine
| Año  | Título                | Rol        | Director(a)               |
| ---- | --------------------- | ---------- | ------------------------- |
| 2017 | Vikes                 | Paula      | Tenney Fairchild          |
| 2020 | Selfie Dad            | Ali        | Brad J. Silverman         |
| 2021 | Willy´s Wonderland    | Liv        | Kevin Lewis               |
| 2023 | Holiday Twist         | Brooke     | Stephanie Garvin          |
| TBA  | Tito: Peace of Heaven | Amy Tinoco | Andreina P. Aristeiguieta |

### Televisión
| Año       | Título            | Rol          | Notas                         |
| --------- | ----------------- | ------------ | ----------------------------- |
| 2013      | Dama y obrero     | Gina         | Primera temporada, 1 episodio |
| 2014      | The Last Ship     | Luisa        | Primera temporada, 1 episodio |
| 2016      | NCIS: Los Ángeles | Carla James  | Octava temporada, 1 episodio  |
| 2017      | Rosewood          | Yaselyn      | Segunda temporada, 1 episodio |
| 2018      | The Resident      | Joplin Bird  | Segunda temporada, 1 episodio |
| 2018-2023 | Mayans M.C.       | Leticia Cruz | 23 episodios                  |
| 2020      | Party of Five     | Lucia Acosta | Rol principal                 |